# Mees Siers
Mees Junior Siers (Zelhem, 6 oktober 1987) is een Nederlands voormalig voetballer die als middenvelder speelde.
In de jeugd speelde hij voor VV Zelhem en de Vitesse. Vanuit de jeugd kwam Siers in het eerste team van BV De Graafschap en speelde daarna bij AGOVV Apeldoorn. In juni 2012 tekende hij voor twee seizoenen bij Helmond Sport. Vanaf 1 september 2014 speelt hij als aanvallende verdediger bij het Deense SønderjyskE. In 2015 speelt hij voor het IJslandse ÍB Vestmannaeyja. In mei 2017 ging Siers voor Fjölnir Reykjavík spelen. Medio maart 2018 sloot Siers na een stage aan bij De Treffers. 
In 2019 werd hij jeugdtrainer bij De Graafschap. In januari 2022 werd hij assistent van Reinier Robbemond bij het eerste elftal van De Graafschap.

## Clubstatistieken
| seizoen | club              | land                | competitie     | duels | goals |
| ------- | ----------------- | ------------------- | -------------- | ----- | ----- |
| 2006/07 | De Graafschap     | Vlag van Nederland  | Eerste divisie | 2     | 0     |
| 2007/08 | De Graafschap     | Vlag van Nederland  | Eredivisie     | 0     | 0     |
| 2008/09 | De Graafschap     | Vlag van Nederland  | Eredivisie     | 0     | 0     |
| 2009/10 | De Graafschap     | Vlag van Nederland  | Eerste divisie | 6     | 1     |
| 2010/11 | AGOVV Apeldoorn   | Vlag van Nederland  | Eerste divisie | 31    | 0     |
| 2011/12 | AGOVV Apeldoorn   | Vlag van Nederland  | Eerste divisie | 30    | 0     |
| 2012/13 | Helmond Sport     | Vlag van Nederland  | Eerste divisie | 24    | 0     |
| 2013/14 | Helmond Sport     | Vlag van Nederland  | Eerste divisie | 18    | 0     |
| 2014/15 | SønderjyskE       | Vlag van Denemarken | SAS Ligaen     | 3     | 0     |
| 2015    | ÍB Vestmannaeyja  | Vlag van IJsland    | Úrvalsdeild    | 20    | 0     |
| 2016    | ÍB Vestmannaeyja  | Vlag van IJsland    | Úrvalsdeild    | 18    | 0     |
| 2017    | Fjölnir Reykjavík | Vlag van IJsland    | Úrvalsdeild    | 19    | 0     |
| 2017/18 | De Treffers       | Vlag van Nederland  | Tweede divisie | 14    | 1     |
| 2018/19 | De Treffers       | Vlag van Nederland  | Tweede divisie | 23    | 2     |

## Erelijst
- Eerste divisie: 2007, 2010